# Hôtel Boscolo Exedra Nice
L’hôtel Boscolo Exedra Nice est un hôtel de luxe situé au 12 boulevard Victor-Hugo, dans le quartier Jean-Médecin à Nice. Il est classé cinq étoiles.

## Historique
L'hôtel se trouve dans un palais de style Belle Époque construit en 1913 selon les plans de l'architecte niçois Charles Dalmas. L'intérieur est à cette époque de style Louis XVI. 
Le projet est initié par l'hôtelier suisse Baumgartner, et l'hôtel se nomme d'abord « hôtel du Rhin ». Au fil du temps, les propriétaires se succèdent, tels que la famille polonaise Agid jusque dans les années 1960. Plus tard, il passe entre les mains de Gilbert Stellardo et Alain Tronconi. L'hôtel s'appelle alors « Atlantic » et fait partie du groupe PAP dont les initiales correspondent aux noms de trois des hôtels niçois du groupe : Plaza, Atlantic et Park Hôtel. 
Le 7 septembre 2000, le groupe PAP est cédé pour 400 millions de francs à la chaîne d'hôtels italienne Boscolo. Celle-ci se retrouve donc propriétaire du quatre étoiles Atlantic dont elle laisse un temps le nom inchangé. En 2005, elle décide de le rénover entièrement pour en faire un hôtel de luxe moderne tout en conservant la façade Belle Époque. Boscolo investit vingt millions d'euros et les travaux durent trois années. L'hôtel rouvre fin 2008 sous le nom de Boscolo Exedra.    
L'hôtel obtient sa cinquième étoile en septembre 2011[réf. nécessaire], et devient le septième « Luxury 5 star Hotel » du groupe Boscolo après les établissements de Rome, Prague, Budapest et Venise.
Par rapport aux autres hôtels de luxe de Nice, notamment ceux de la promenade des Anglais, la clientèle serait à la recherche d'une certaine discrétion et tranquillité.

## Caractéristiques
L'hôtel dispose d'une superficie de 9 000 mètres carrés. 
Il compte 113 chambres et suites réparties sur cinq étages. Parmi les commodités, on trouve : un restaurant nommé La Pescheria aux spécialités italiennes et principalement de poisson, un bar appelé Genesi dans un décor moderne, comportant une terrasse donnant sur le boulevard Victor-Hugo, un billard en libre accès où des cocktails sont souvent organisés[réf. nécessaire], un spa de 500 mètres carrés composé d'une piscine chauffée, d'un hammam, d'un sauna, d'un espace de repos et d'une salle de fitness en libre accès pour les clients de l'hôtel, et de deux salons pour l'organisation de séminaires pouvant accueillir une centaine de personnes,.
Le hall d'entrée est recouvert de marbre de Carrare et est éclairé par un grand lustre en verre de Murano. 
Le mobilier a été façonné dans du corian blanc, et les murs et plafonds sont agrémentés de moulures. 
D'une manière générale, la décoration des chambres reprend ce thème d'une couleur blanche largement dominante.